# 史氏赤刀魚
史氏赤刀魚（学名：Cepola schlegelii），又名紅簾魚，为鱸形目赤刀魚科赤刀魚屬下的一个种。该物种在日本本州岛、台湾岛、印度尼西亚部分地区等都有分布。